# Куусамо
Ку́усамо (фин. Kuusamo [ˈkuːsɑmɔ]) — городская община на северо-востоке Финляндии. Одна из двух общин района Койллисмаа провинции Северная Остроботния (губерния Оулу).
Население общины составляет 17 003 чел., из них две трети живёт в самом городе Куусамо, который занимает лишь небольшую часть территории муниципалитета. Община является полностью финноязычной.
Куусамо — крупный центр зимних видов спорта, в год его посещает около одного миллиона туристов (в том числе десятки тысяч — из России). В Куусамо расположен один из крупнейших горнолыжных комплексов Финляндии — Ру́ка.

## История
До XVII века территорию Куусамо населяли полукочевые саамы, говорившие на ныне вымершем кеми-саамском языке. В холодное время года они жили в зимних деревнях Маанселькя (Maanselkä) и Китка (Kitka). Территория формально входила в состав Швеции. Через Куусамо проходил торговый путь, соединявший Ботнический залив с Белым морем.
Начиная с 1673 года в этих местах стали селиться финские поселенцы, быстро ассимилировавшие или вытеснившие местных саамов. В 1686 году был основан церковный приход. В 1718 году в Куусамо жило лишь две саамских семьи, уже перешедших на финский. Селение получило статус города в 1868 году.
По завершении советско-финской «зимней» войны весной 1940 года согласно Московскому мирному договору восточная часть общины Куусамо, а также часть соседней общины Салла, была передана СССР. От общины к СССР отошла территория площадью 1 700 км², на которой проживало около 2100 жителей. Там находились деревни Эноярви, Кенттикюля, Паанаярви, Пукари, Таваярви и Ватаярви. Паанаярви была самой крупной из них.
С началом в 1941 году советско-финской «войны-продолжения» войска Финляндии заняли территорию Салла–Куусамо. В 1944 году по условиям Московского перемирия участок Салла-Куусамо снова был передан СССР.
В 2012 году центральная криминальная полиция Финляндии отметила появление в городе организованной преступности.

## География
Наиболее крупные озёра: Joukamojärvi, Iijärvi, Iso-Kero, Irni, Kiitämä, Kitka, Kurkijärvi, Kuusamojärvi, Muojärvi, Suininki, Vuotunki.
В сторону России протекают реки Оуланкайоки, Киткайоки, Куусинкийоки (речная система Ковда), а также Пистойоки.
Вытекающая из озера Ииярви река Иййоки впадает в Ботнический залив.

### Климат
Куусамо расположен западнее Москвы и больше подвергается воздействию Гольфстрима, но его широта гораздо севернее широты Москвы, поэтому зимы там почти настолько же морозные, как и в Москве, а лето там прохладнее примерно на 4 градуса. Зимой температура колеблется в пределах от −4 −5 градусов при сильной облачности до −20 градусов при первых прояснениях. При этом в январе в Куусамо также может быть −31 градус, а в первой половине марта температура ещё может понизиться до −35.5 градусов, как это было 13 марта 2013 года. В феврале температура в Куусамо может опуститься до −40.3 градусов, как это было 5 февраля 2012 года. В декабре температура в Куусамо может понизиться до −32 градусов, как это было 9 декабря 2013 года. Летом в самый теплый за год день температура не превышает 14 градусов, в отдельные дни столбик термометра поднимается до +19.Максимальная высота солнца за год составляет 48 22 июня,22 декабря солнце поднимается менее чем на 2. Высокой широтой объясняется большая продолжительность сумеречных ночей в городе-то есть то время, когда солнце всегда выше −18,Они длятся с 23 апреля по 21 августа. С 22 августа по 22 апреля происходит смена дня и ночи с постоянными астрономическими сумерками. Полярный день на широте Куусамо длится 17 суток(когда верхний край солнца в течение суток остается виден) с 14 июня по 30 июня. Минимальная продолжительность дня составляет 2 часа 49 минут 22 декабря, то есть ночь более чем в 7,5 раз длиннее дня. Полуденная тень бывает короче предмета 24 дня в году. Белые ночи длятся 81 сутки в году, с 13 мая по 1 августа. В это время солнце не опускается ниже −6 градусов, и при полном отсутствии облачности в любое время суток можно читать и писать, обходясь без дополнительного освещения. В Куусамо заметно большая континентальность климата и в среднем быстрее ночное выхолаживание воздуха, чем на западе Финляндии.

## Экономика
С сентября 2013 года концерн Токманни в Куусамо стал принимать к оплате кроме евро также и российские рубли.

## Население
| Год  | Население |
| ---- | --------- |
| 1960 | 18,639    |
| 1965 | 20,795    |
| 1970 | 19,974    |
| 1980 | 18,161    |
| 1985 | 17,923    |
| 1990 | 18,061    |
| 1995 | 18,687    |
| 2000 | 17,891    |
| 2001 | 17,729    |
| 2003 | 17,405    |
| 2005 | 17,113    |
| 2008 | 16,779    |